# Geum sudeticum
Geum sudeticum är en rosväxtart som beskrevs av Ignaz Friedrich Tausch. Geum sudeticum ingår i släktet nejlikrotsläktet, och familjen rosväxter. Inga underarter finns listade i Catalogue of Life.